# Martijn van Galen
Martijn van Galen (Breda, 28 december 1970) is een voormalig Nederlands profvoetballer.

## Loopbaan
Van Galen begon zijn voetballoopbaan bij VV Baronie. In 1997 werd hij met die club landskampioen bij de amateurs. Vervolgens vertrok de destijds 26-jarige aanvaller naar de profs van RBC Roosendaal, waar hij vier seizoenen heeft gespeeld. Aan het begin van seizoen 2001/2002, nadat hij met RBC in 2000 promoveerde naar de Eredivisie, maakte hij de overstap naar het Belgische KV Mechelen, waar hij in twee seizoenen 45 keer binnen de lijnen stond en dertien doelpunten maakte.
Na het faillissement van KV Mechelen in december 2002 maakte Van Galen na de winterstop de overstap naar het in de Eerste divisie spelende VVV, waar hij, in anderhalf seizoen, 39 wedstrijden speelde en dertien keer de bal in het net kreeg. Daarna speelde hij één seizoen bij FC Dordrecht, waar een zware knieblessure roet in het eten gooide.
Ten slotte eindigde Van Galen zijn carrière bij TOP Oss, waar hij in twee seizoenen 59 wedstrijden speelde en elf keer wist te scoren.
Van Galen werd in 2015 trainer van RBC. Hij werd in april 2016 uit deze functie ontheven.

## Statistieken
| Seizoen | Club           | Land      | Competitie     | Wed. | Goals |
| ------- | -------------- | --------- | -------------- | ---- | ----- |
| 1997/98 | RBC            | Nederland | Eerste divisie | 28   | 4     |
| 1998/99 | RBC            | Nederland | Eerste divisie | 31   | 1     |
| 1999/00 | RBC            | Nederland | Eerste divisie | 38   | 13    |
| 2000/01 | RBC Roosendaal | Nederland | Eredivisie     | 29   | 1     |
| 2001/02 | KV Mechelen    | België    | Tweede klasse  | 33   | 13    |
| 2002/03 | KV Mechelen    | België    | Eerste klasse  | 12   | 0     |
| 2002/03 | VVV            | Nederland | Eerste divisie | 16   | 2     |
| 2003/04 | VVV-Venlo      | Nederland | Eerste divisie | 23   | 11    |
| 2004/05 | FC Dordrecht   | Nederland | Eerste divisie | 15   | ?     |
| 2005/06 | TOP Oss        | Nederland | Eerste divisie | 26   | 8     |
| 2006/07 | TOP Oss        | Nederland | Eerste divisie | 33   | 3     |
| Totaal  | Totaal         | Totaal    | Totaal         | 284  | 56    |